# Emil Rahm (Politiker)
Emil Rahm (* 26. Januar 1804 in Stettin; † 20. Mai 1882 ebenda) war ein deutscher Kaufmann und Mitglied der Frankfurter Nationalversammlung.
Emil Rahm betrieb anfangs ein Holzgeschäft, das er später aufgab, um sich an verschiedenen industriellen Unternehmungen zu beteiligen. Er war langjähriger Stadtverordneter und Obervorsteher der Kaufmannschaft in Stettin.
Er gehörte von Juni 1848 bis März 1849 dem Deutschen Verein für Handelsfreiheit, ab August 1848 dem Verein von Abgeordneten des Handelsstandes und dem Verein für deutsche Zolleinigung in Frankfurt am Main an. 
Im November 1848 zog er als Nachfolger von Ferdinand Nemitz für den 6. Wahlkreis der Provinz Pommern (Dramburg) in die Frankfurter Nationalversammlung ein. Er schloss sich keiner Fraktion an, stimmte meist mit den Rechten und beteiligte sich 1849 am Gothaer Nachparlament.
1853 erhielt er den Titel Kommerzienrat und 1866 den Titel Geheimer Kommerzienrat.